# Hohmanns Hof

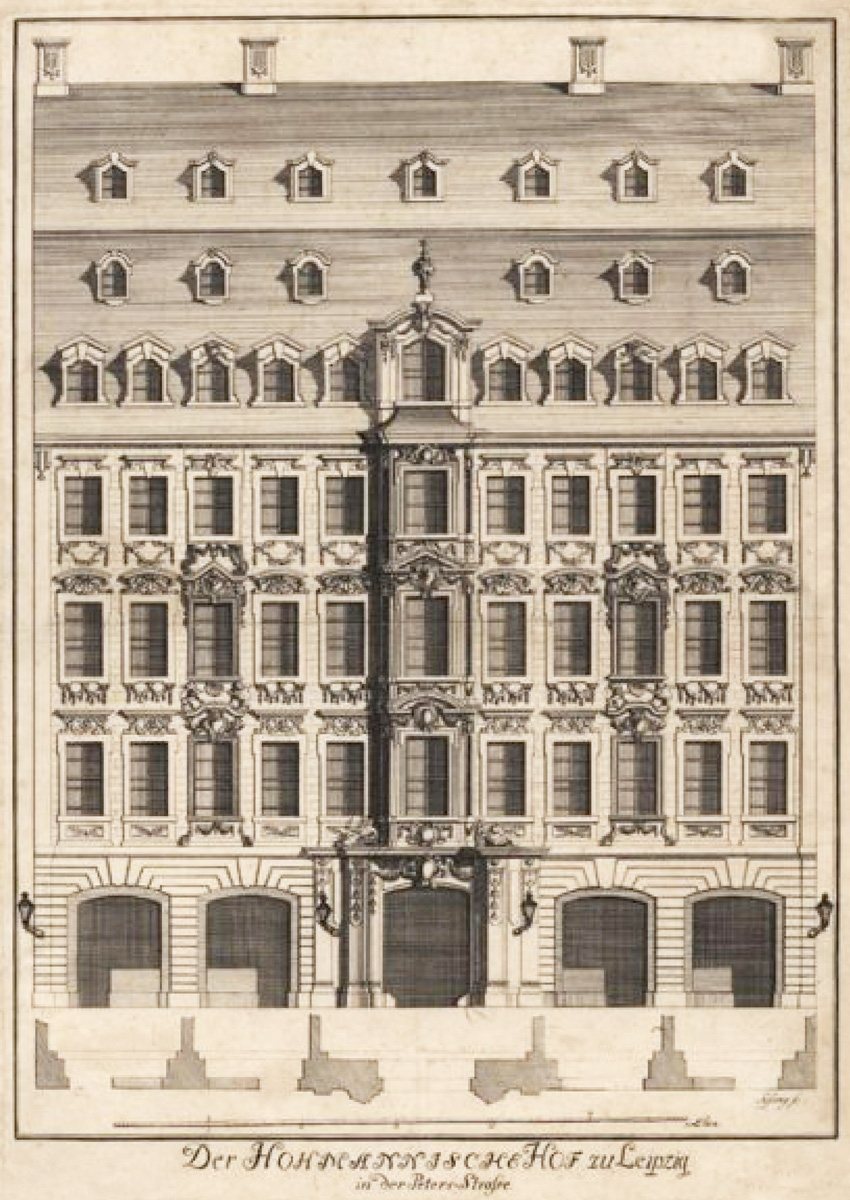
Hohmanns Hof um 1730. Stich von Johann Christoph Sysang

Hohmanns Hof war ein Durchgangshof in Leipzig zwischen der Petersstraße und dem Neumarkt. An den Straßenseiten wies er repräsentative Barockbauten auf. Er wurde im Zweiten Weltkrieg zerstört.

## Lage und Gestalt
Das Grundstück von Hohmanns Hof erstreckte sich als etwa 100 Meter langer und etwa 40 bis 50 Meter breiter Streifen zwischen den zugehörigen Straßenfronthäusern Petersstraße 15 und Neumarkt 16.
Das repräsentativste Gebäude war jenes an der Petersstraße. Das vierstöckige Haus hatte über seinem Portal einen Erker über drei Etagen, zu dessen Seiten sich je fünf Fensterachsen befanden. Im Mansarddach waren drei Reihen von Giebelgauben angeordnet. Das Portal war besonders schmuckreich gestaltet. Zuseiten des aufsitzenden Erkers lagen zwei Statuen, die Macht mit einem Löwen und der Weltkugel und der Reichtum, Gold, Perlen und Kronen aus einem Füllhorn schüttend. Die Fenster waren mit reicher Schmuckdekoration versehen.
Die Hofseite des Hauses und die Seitengebäude im Hof waren schlichter gehalten. Die Öffnung für den Warenaufzug befand sich im Hof am Hauptgebäude in einem Giebel im sechsten Stockwerk. Das etwas schlichtere, schmale, zum Neumarkt gerichtete Haus war vier Stockwerke hoch. In den Gewölben des auf Messebetrieb ausgerichteten Erdgeschosses der gesamten Anlage befanden sich Läden und eine Gaststätte. In den Etagen waren Wohnungen eingerichtet, die mit Stuckarbeiten und zum Teil mit Deckengemälden ausgestattet waren.

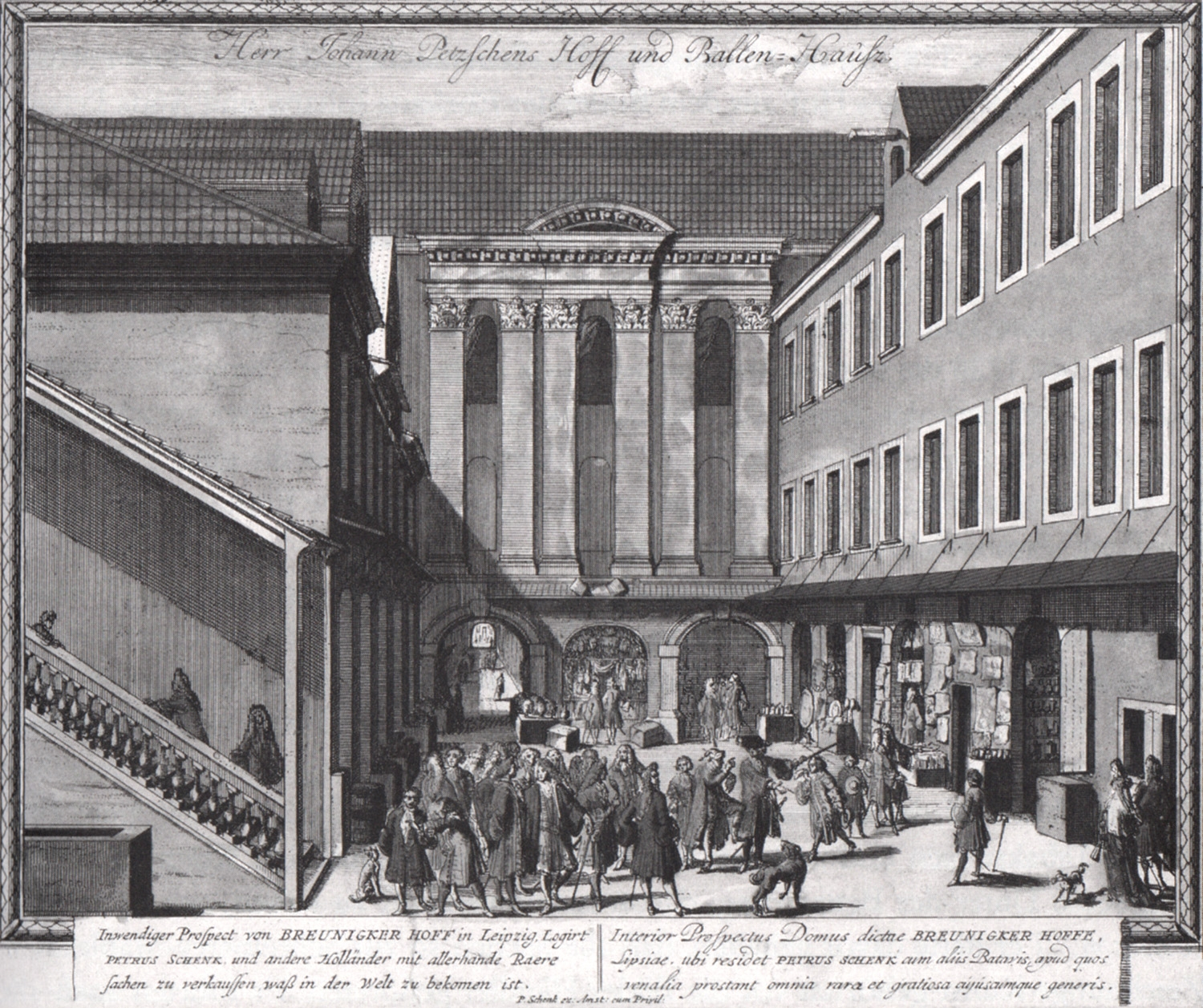
Der Vorgängerbau: Breunigkes Hof (um 1700)
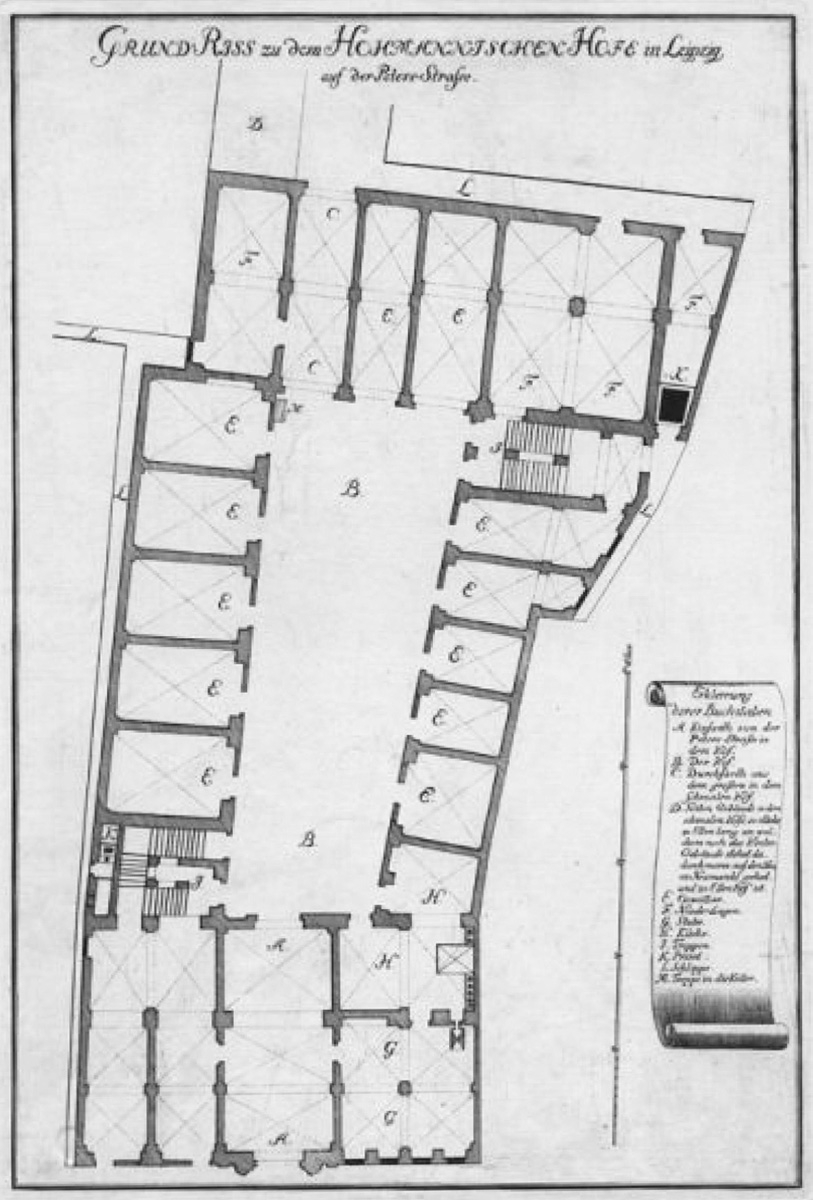
Erdgeschossgrundriss von Hohmanns Hof (1729)
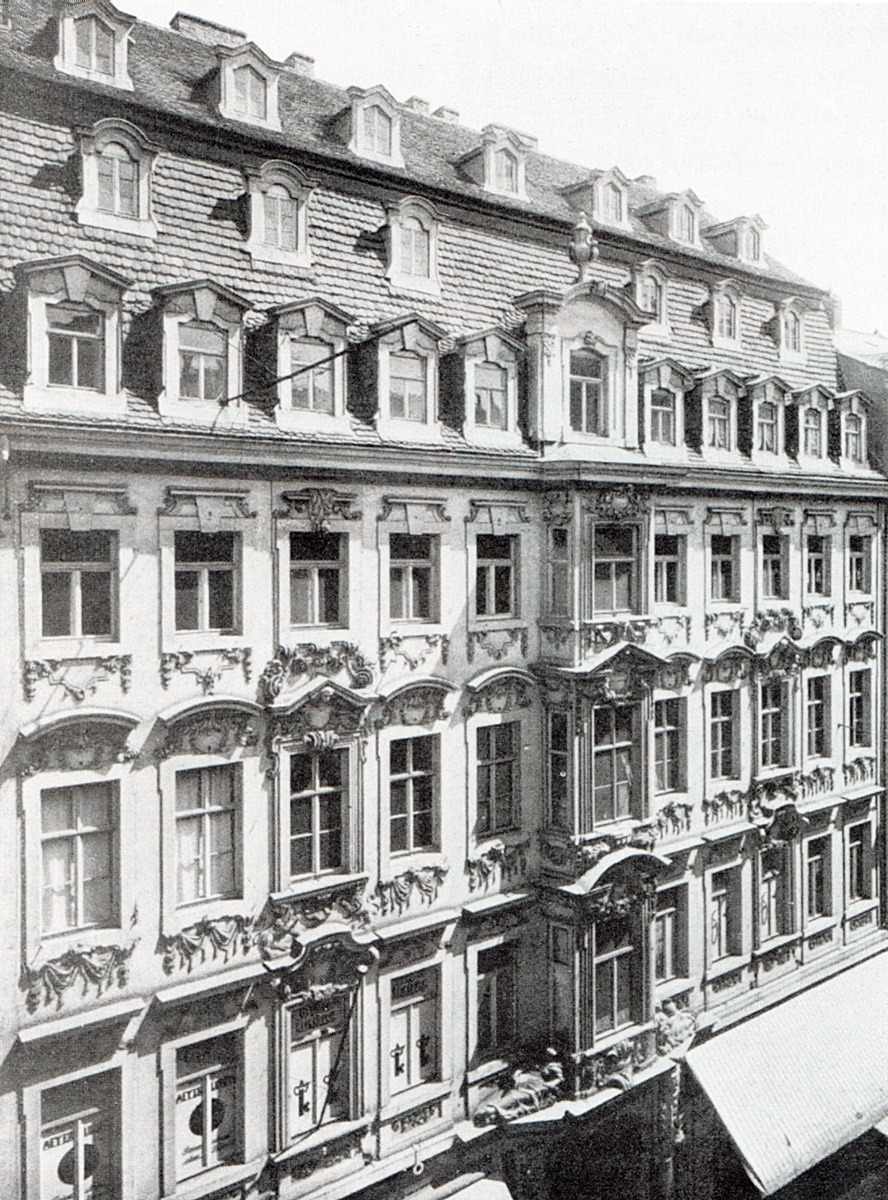
Hohmanns Hof um 1900
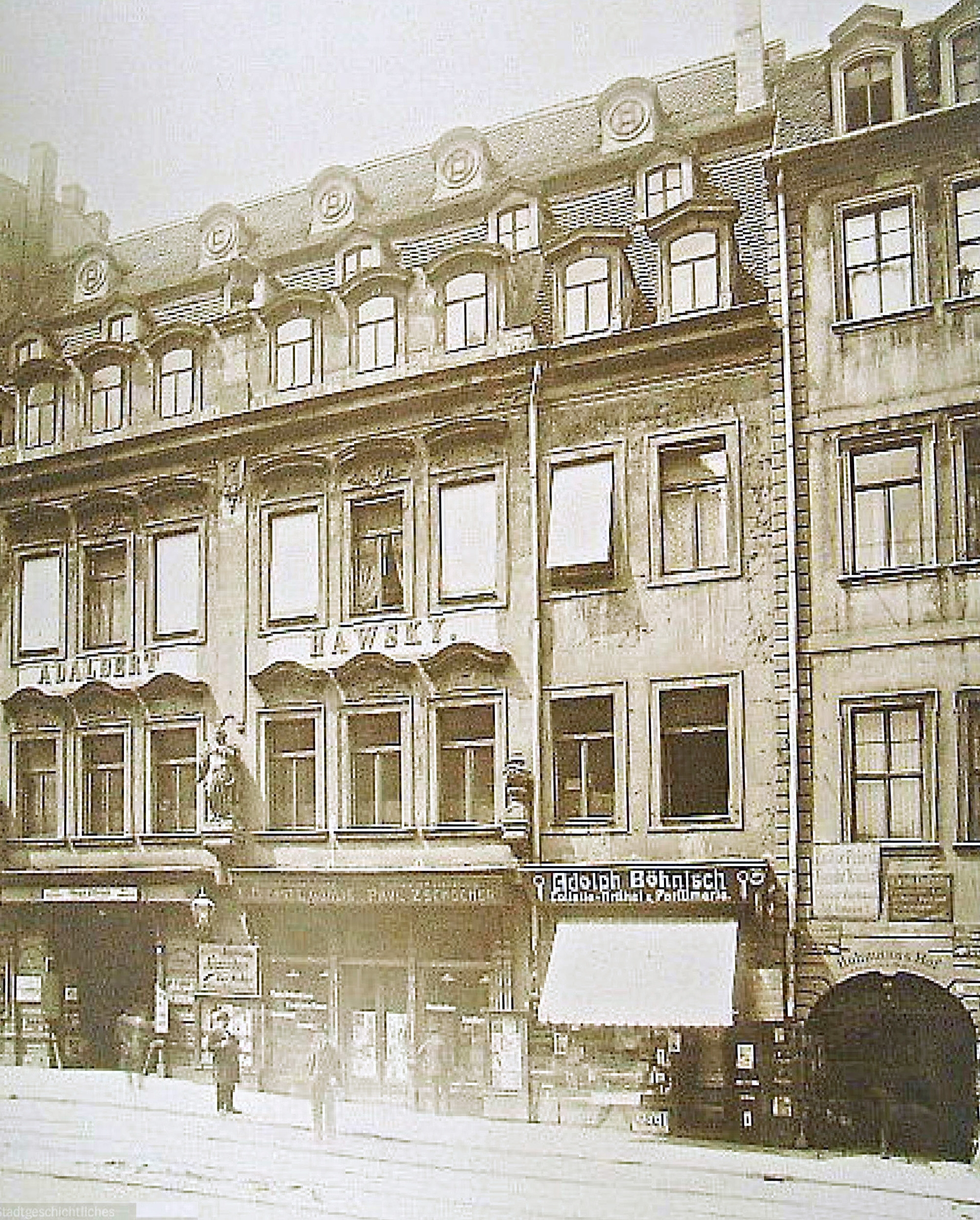
Die Seite zum Neumarkt (ganz rechts) um 1900
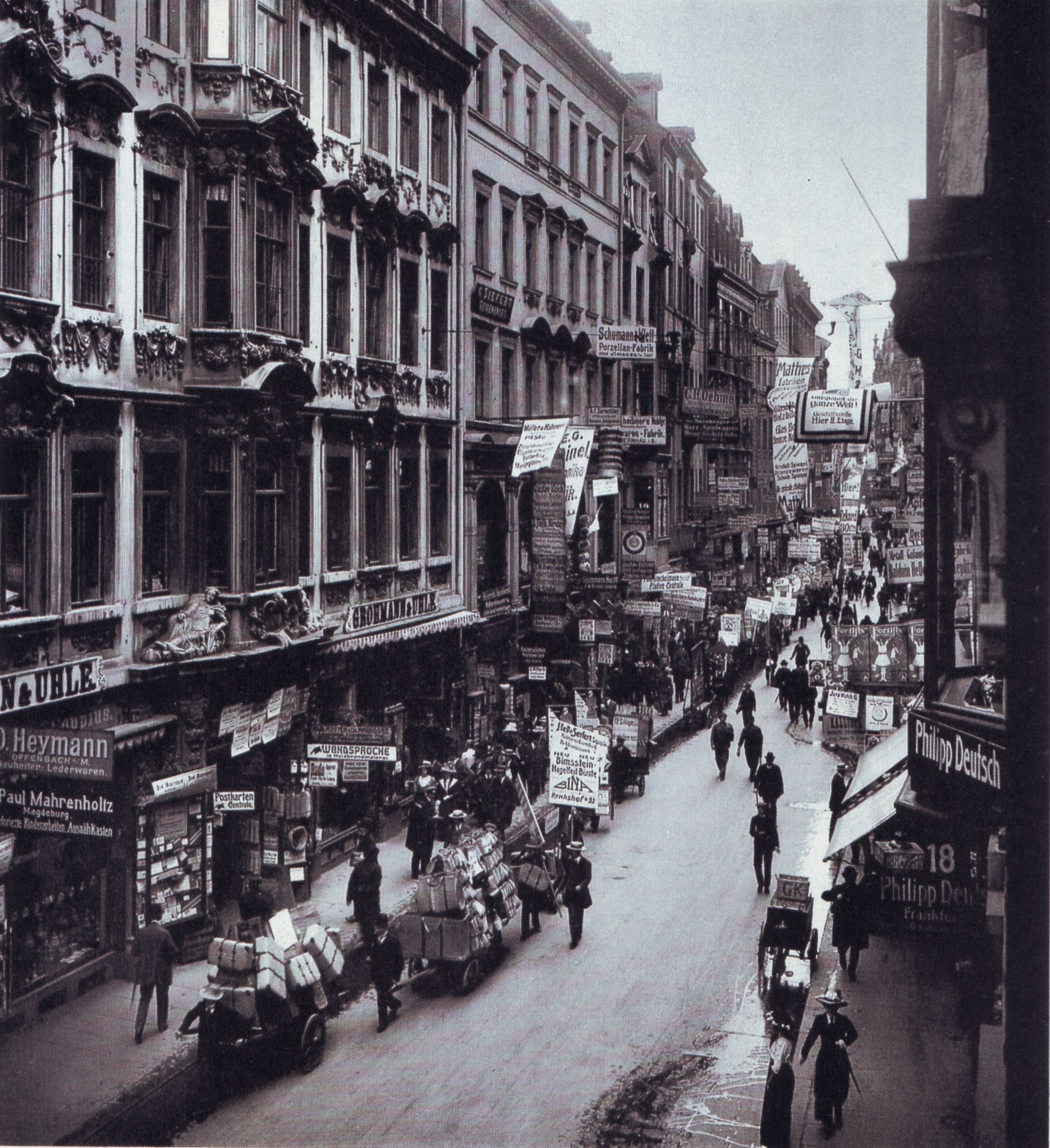
Messetrubel vor Hohmanns Hof (1912)
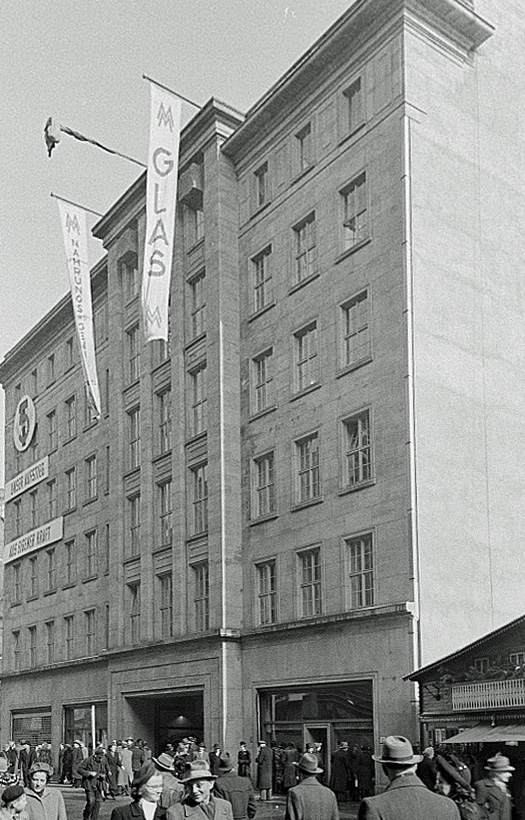
Der Nachfolgebau: der Messehof (1951)

## Geschichte
Seit 1629 besaßen Thomas Breunigke und dessen Erben einen Hof auf obigem Grundstück, auf dem schon vor 1530 ein Gasthof war. In Breunigkes Hof hatte der Kupferstecher und Kunsthändler Peter Schenk der Ältere (1660–1711) seine Wohnung, und Johann Petzsch betrieb hier ein Ballhaus.
Von 1728 bis 1731 ließ der Leipziger Handels- und Ratsherr Peter Hohmann (1662–1732) Breunigkes Hof durch den Architekten und Baumeister George Werner (1682–1758) umbauen. Allein das Haus an der Petersstraße kostete 19.500 Taler. Nach dem Umbau trug der Gebäudekomplex bis zu seiner Zerstörung den Namen Hohmanns Hof. Für Peter Hohmann war es nach seinen Häusern am Markt (später Aeckerleins Hof) und in der Katharinenstraße das dritte Stadtpalais. Hohmann war mit seiner Adelserhebung 1717 der Stammvater des Geschlechts derer von Hohenthal. Die Hohenthals besaßen Hohmanns Hof bis ins 20. Jahrhundert.
In Hohmanns Hof lebte der Dichter und Übersetzer Adolf Böttger (1815–1870), der hier auch geboren wurde.
Hohmanns Hof wurde im Zweiten Weltkrieg völlig zerstört. An seiner Stelle entstand 1949 bis 1950 das Messehaus Messehof als erster Messeneubau nach dem Krieg.